# Zdzisław Pisz
Zdzisław Pisz – polski ekonomista, matematyk i badacz procesów społecznych, profesor doktor habilitowany (emerytowany). Wieloletni kierownik Katedry Socjologi i Polityki Społecznej, a w latach 1993 - 1999 prorektor ds. nauki Akademii Ekonomicznej im. Oskara Langego we Wrocławiu (obecnie Uniwersytet Ekonomiczny we Wrocławiu).  

## Życiorys
Jest absolwentem I Liceum Ogólnokształcącego im. Króla Stanisława Leszczyńskiego w Jaśle a także Uniwersytetu Wrocławskiego (Wydział Matematyki, Fizyki i Chemii, kierunek Matematyka (1968)).
Podjął pracę w Wyższej Szkole Ekonomicznej we Wrocławiu, późniejszym Uniwersytecie Ekonomicznym, gdzie wykorzystywał wiedzę matematyczną do rozwiązywania zadań w obrębie nauk społecznych. Doktoryzował się w 1974, a habilitował w 1990. 15 maja 2002 nadano mu tytuł profesora zwyczajnego, który odebrał z rąk prezydenta Aleksandra Kwaśniewskiego 3 lipca 2002. Prowadził badania m.in. w Instytucie Metod Rachunku Ekonomicznego, pod kierunkiem prof. Zdzisława Hellwiga. Stosował techniki badań ilościowych w analizach oraz ocenach zjawisk i procesów społecznych. Od 1981r pracował w Katedry Socjologi i Polityki Społecznej. 
Jest członkiem Polskiego Towarzystwa Polityki Społecznej. Był członkiem Komitetu Nauk o Pracy i Polityce Społecznej oraz Komitetu Badań nad Zagrożeniami Polskiej Akademii Nauk.